# Sebastian Hennig (Maler)
Sebastian Hennig (* 1972 in Leipzig) ist ein deutscher Maler, Kunstkritiker und Publizist der Neuen Rechten.

## Leben
Sebastian Hennig ist der Sohn des Malers und Kulturwissenschaftlers Hans-Joachim Hennig und der Kunstwissenschaftlerin Gitta-Kristine Hennig. Von 1988 bis 1991 absolvierte Hennig Förderklasse und Abendstudium an der Hochschule für Bildende Künste Dresden (HfBK Dresden) bei Helmut Symmangk, Horst Weber und Regina Fleck. In den Jahren 1992 bis 1998 studierte er Malerei und Grafik an der HfBK Dresden. Das Grundlagenstudium absolvierte er bei Elke Hopfe, Siegfried Klotz und Wolfram Hänsch, die Fachklassen bei Claus Weidensdorfer und Max Uhlig, seinen Diplomabschluss machte er bei Ralf Kerbach.
Neben seiner freiberuflichen Tätigkeit als bildender Künstler schrieb er Bücher sowie Beiträge für verschiedene Zeitungen (z. B. Neues Deutschland, Frankfurter Allgemeine Zeitung, Junge Freiheit, Dresdner Neueste Nachrichten, Sächsische Zeitung, Preußische Allgemeine Zeitung, Islamische Zeitung) und für Zeitschriften (unter anderem Tumult. Vierteljahresschrift für Konsensstörung, Cato, Sezession, Compact, eigentümlich frei, Ostragehege, Metamorphosen, Vorschau und Rückblick) sowie den Hörfunk. Die Dresdner Neuesten Nachrichten trennten sich 2011 von Hennig als Autor, „weil er auch für die Wochenzeitung Junge Freiheit schrieb, die sich für das Sprachrohr einer neuen Rechten hält“. Sein letzter Beitrag für das Neue Deutschland erschien 2011.
Sebastian Hennig ist 2. Vorsitzender des Arbeitskreises für deutsche Dichtung e. V. (AfdD). Der Verein ist institutioneller Mitherausgeber der seit 2011 auf Initiative des Freien Deutschen Autorenverbandes Thüringen jährlich erscheinenden Zeitschrift Das Lindenblatt - Jahresschrift für Schöne Literatur (ISSN 2194-8488), für das Hennig seit 2014 als einer von 185 Autoren schreibt.
In den 1990er Jahren konvertierte Hennig zum Islam. Gleichwohl nimmt er in der Asylfrage eine kritische Haltung ein, die sich weitgehend mit den von Pegida und AfD vertretenen Positionen deckt. Darüber hinaus unterzeichnete er als einer der Ersten sowohl die von Susanne Dagen initiierte „Charta 2017“ als auch die Gemeinsame Erklärung 2018. 2013 trat er als Referent zum Thema „Heimat“ in der Sommerakademie des neurechten Instituts für Staatspolitik (IfS) auf. Esra Özyürek und Julian Göpffarth von der LSE charakterisieren Hennig als Vertreter einer Position, die „die deutsche Identität und den Islam als tief verbunden in einer langen Tradition eines spirituellen Widerstands sieht, der gegen die rationale Modernität gerichtet ist“.
Hennig wurde 2016 vom Kunstverein Eisenturm Mainz von der Ausstellung „Künstler aus ganz Deutschland sehen Rheinhessen“ ausgeladen. Der Kunstvereinvorsitzende und Maler Dietmar Gross begründete die Ausladung von der vereinbarten Eröffnungsrede und dem Verfassen eines Ausstellungstextes durch Hennig mit dessen „Gedankengut von Pegida, wie dies durch Ihre Person prominent gegeben ist.“

## Künstlerische und publizistische Beiträge
Hennigs publizistische Tätigkeit umfasst die Themenbereiche Kunst und Kulturpolitik. Seine Aktivitäten als Verleger und Kunstpädagoge konzentrieren sich als Mitglied im Deutschen Fachjournalisten-Verband und in der Jugendkunstschule e. V. in Meißen.
Mit drei Mitschülern an der Erweiterten Oberschule „Juri Gagarin“ in Radebeul hatte Hennig im März 1990 eine der ersten selbstverwalteten Schülerzeitungen in der DDR herausgegeben und unter dem Pseudonym „Raskolnikow“ polemische Beiträge verfasst. Bis April 1990 erschienen zwei Ausgaben der hektografierten Zeitschrift „greuz & gwär“. Im Anschluss daran erschienen noch drei Ausgaben der stärker künstlerisch geprägten Zeitschrift „Carmilhan – panischaotisches Journal“. Mit einem der Redakteure gründete er 1990 den Bubo-Verlag Radebeul, später edition bubo dresden, in dem bis 2010 siebenundzwanzig bibliophile Bücher erschienen. Darunter befinden sich zwei Ersterscheinungen von Texten des Schriftstellers U. E. G. Schrock und eine zweisprachige Ausgabe (deutsch/tschechisch) des Gedichtes Máj von Karel Hynek Mácha mit Radierungen von Ernst Lewinger sowie Werke von Johann Georg Hamann, Ernst Jünger und Gottfried Keller.
Hennig war 1991 einer der Initiatoren der Dresdner Künstlergruppe „Liebes Pferd“, die mit Aktionen, Ausstellungen, Filmen, Zeitschriften und künstlerischen Drucken auf irritierende Weise die weltanschaulichen Zuordnungen zu unterlaufen suchte. Das Zeichen dieser Künstlergruppe war ein umgekehrtes Signet der Punk-Gruppe Einstürzende Neubauten. Die Gruppe wurde einerseits dem rechtsintellektuellen Spektrum zugeordnet, ihre Aktionen andererseits als eher linksalternative Gesellschaftskritik gedeutet.
Sein Buch „PEGIDA – Spaziergänge über den Horizont“, erschienen im völkisch-esoterischen Arnshaugk Verlag von Uwe Lammla, illustriert vom Pegida-Anhänger und Karikaturist Peter Willweber, Vorwort von Michael Beleites, ist aus der Sicht eines Teilnehmers und Beobachters geschrieben. Die Kritiken zum Buch sind teils wohlwollend, zum Großteil kritisch. So heißt es über ihn: „Das merkwürdigste Geschöpf in der Clique ist der Künstler und Feuilletonist Sebastian Hennig. (…) Der Mann, der die Gegner einer ‚Islamisierung des Abendlandes‘ so euphorisch lobte, ist selbst übrigens schon vor geraumer Zeit zum Islam konvertiert, so als hätte er den Ehrgeiz gehabt, als Lehrbeispiel für die These zu dienen, dass Islamismus und Faschismus einander in mancher Hinsicht ähneln.“ Hennigs Pegida-Chronik sei „alles andere als eine neutrale Betrachtung. Sie liefert viel mehr Innenansichten von einem ihrer Anhänger, der dafür auch über die sprachlichen Mittel verfügt“. Das Buch sei von einem „Fanatiker“ verfasst und „lesenswert, weil es mehr (aus)sagt, als alle Hassprediger in einem Jahr auf der PEGIDA-Bühne“.
Hennigs Gespräche mit dem thüringischen AfD-Chef Björn Höcke wurden im Manuscriptum Verlag 2018 als Sammelband Nie zweimal in denselben Fluss herausgegeben. Zu Höckes Ausführungen über dessen politisches Projekt und den von ihm angestrebten verfassungswidrigen Ausschluss von Teilen der Bevölkerung aus dem „Volk“, womit der studierte Geschichtslehrer neben Migranten auch politische Gegner adressiert, erklärte Hennig – von Höcke unwidersprochen – diesbezüglich: „’Brandige Glieder können nicht mit Lavendelwasser kuriert werden’, wusste schon Hegel“, was Höcke zustimmend kommentierte, dass „wir leider ein paar Volksteile verlieren werden, die zu schwach oder nicht willens sind“ mitzumachen.
Zum italienischen Faschismus unter Diktator Benito Mussolini stellt Hennig die hinleitende Frage, ob Höcke „eine Lanze für den (italienischen - Verf.) Faschismus brechen“ wolle, worauf Höcke antwortet: „Wir haben Preußen als positives Leitbild.“ Hennig hakt nach: „Man kann den Faschismus ja auch als den Versuch einer ‚Preußifizierung‘ Italiens verstehen“, was der Historiker Höcke als einen „interessanten Gedanken“ bezeichnet und hinzufügt: "Das 'unbequeme Leben', das Mussolini seinen Landsleuten abforderte, erinnert zumindest ein bisschen an die kratzige, aber wärmende preußische Jacke, von der Bismarck sprach", weiß Höcke im Interviewband mit Hennig vom italienischen Faschismus nur Gutes zu berichten („gute Straßen und pünktliche Züge“). Der Historiker und Journalist Götz Aly bezeichnet Hennig als „Stichwortgeber“ für Höcke. Das Werk, das für den Verfassungsschutz als Quelle für die Einstufung des „Flügel“ in der AfD als rechtsextremer Beobachtungsfall dient, sei „ehrerbietig souffliert vom Dresdner Maler Sebastian Hennig“.

## Ausstellungen (Auswahl)

### Einzelausstellungen
- 1997: Kleine Galerie Hohenstein-Ernstthal
- 1999: k.u.n.s.t.-verein Freital e. V.[35]
- 2000: Richard-Wagner-Gedenkstätte Graupa
- 2001: Galerie Skell, Schmiedeberg[36]
- 2003: Künstlerhof Roter Ochse, Schleusingen[37]
- 2008: Museum Karrasburg, Coswig[38][39]
- 2010: Barockgarten Großsedlitz
- 2015: Stadtgalerie Radebeul[40]
- 2016: KulturHaus Loschwitz Dresden

### Ausstellungsbeteiligungen
- 1996 Senatssaal der Hochschule für bildende Künste Dresden (mit Silke Höppner und Hanif Lehmann)
- 1999: 4. Bautzner Herbstsalon, pro figura, Selbstbildnis
- 2000: 5. Bautzner Herbstsalon, pro figur, Janus
- 2000: Inspiration Moritzburg, Barockschloss Moritzburg
- 2001: Käthe-Kollwitz Haus, Moritzburg[41]
- 2007: Bienertmühle, Dresden
- 2008: Kulturzentrum Riesa efau, Dresden
- 2008: 100 Sächsische Grafiken
- 2010: Kulturzentrum Riesa efau, Dresden
- 2013: Internationales Kunstsymposium, Parzeńsko (PL)
- 2015: Kulturzentrum Řehlovice (CZ)
- 2017: Villa Bösenberg, Leipzig
- 2021: Sächsisches Staatsweingut Schloss Wackerbarth, Radebeul[42]

## Veröffentlichungen (Auswahl)

### Monographien und Herausgeberschaften
- PEGIDA – Spaziergänge über den Horizont – Eine Chronik. Arnshaugk Verlag, Neustadt/Orla 2015, ISBN 978-3-944064-39-0.
- Ernst Lewinger – In Verbundenheit schwebend (1931–2015). Arnshaugk Verlag, Neustadt/Orla, 2016, ISBN 3-944064-61-5.
- Kennst du Theodor Fontane? Bertuch Verlag Weimar, 2016, ISBN 978-3-86397-055-0
- Von eytel Raub und Strauchdieberey. Arnshaugk Verlag, Neustadt/Orla, 2017, ISBN 978-3-944064-74-1.
- Unterwegs in Dunkeldeutschland. Verlag C. C. Meinhold & Söhne, Dresden 2017, ISBN 978-3-943721-01-0
- Nie zweimal in denselben Fluss: Björn Höcke im Gespräch mit Sebastian Hennig. 2. verbesserte Auflage, Manuscriptum, Berlin 2018, ISBN 978-3-944872-72-8.

### Einzelbeiträge
- Gedanken zu Ernst Lewingers behutsamkräftigen Erzählbildern. In: Graphische Kunst 2/2006, S. 20–24.
- ... dermaßen lebhaft und künstlich: Matthias Schrollers Holzschnitte. In: Graphische Kunst 2/2010, S. 14–18.
- Matthias Schrollers Holzschnitte. In: Matthias Schroller. Coupe et recoupe. Holzschnitte und Radierungen. Goldenbogenverlag, Dresden 2010, S. 6–8, ISBN 978-3-932434-31-0.
- Vom Kopf in die Hand an das Ohr – Die Musik des Günther Witschurke. In: Kunststoff. Das Kulturmagazin aus Mitteldeutschlan', Heft Mai/Juni/Juli 2011, S. 58–59.
- Apollos Zwerg. Moritz August von Thümmel. In: Palmbaum. Literarisches Journal aus Thüringen, Heft 1/2011, S. 147–151.
- Das alles gibt es auch: ein einzigartiges Naturkundemuseum hat sich in Waldenburg erhalten. In: Kunststoff 24/2011, S. 84–85.
- Ernst Lewinger: Aquarelle und Pastelle. In: Ostragehege 18(2011)1, S. 4–7.
- Der goldene Käfig der Kunst. In: Sezession 52, Februar 2013, S. 20–23. ISSN 1611-5910.
- Der tschechischste Dichter: Karel Hynek Mácha. In: Metamorphosen (Neue Folge) 7/2014, S. 12–18.
- Ein Fazit und Ausblick: vor zwanzig Jahren wurde die Jugendkunstschule im Landkreis gegründet. In: Vorschau & Rückblick (Radebeul) 2/2012, S. 13–15.
- Stabilität und Schönheit: Ernst Lewingers Darstellungen zu Dramen von Pietro Metastasio. In: Marginalien 2014, Bd. 214, S. 13–19.
- Bauten aus Beton, in Schiefer gestochen. Paul Burghardt und der Schieferstich. In: Marginalien. Zeitschrift für Buchkunst und Bibliophilie. Heft 217 (1.2015).
- "Total redlich, geradlinig und streitbar": zum Tod der Malerin und Grafikerin Petra Vohland. In: Vorschau & Rückblick (Radebeul) 4/2017, S. 9–10.
- Gott ist Lutz, Siggi, Horst, Wolfgang und Lothar. Das Volk ist das Opium der Bevölkerung: aus der Aufzeichnungen eines Opiumessers. In: Tumult-Vierteljahresschrift für Konsensstörung 2/2017, S. 42–45. ISSN 2363-9911.
- Ein stichhaltiges Licht durchwebt die Finsternis. In: Wolfgang Boettcher. Arbeiten aus zwei Jahrtausenden 1998–2018. Hrsg. Wolfgang und Brigida Böttcher. Passage-Verlag, Leipzig 2020. (Ohne ISBN.)
- Erdnahe Luftleiber. Sieg unter dem Mond. In: Brigida Böttcher. Ausgewählte Arbeiten aus zwei Jahrtausenden. Hrsg. Wolfgang und Brigida Böttcher. Passage-Verlag, Leipzig 2020. (Ohne ISBN.)
- Axel Krause BLAU PAUSE. Mit Texten von Axel Krause, Hans-Joachim Maaz und Sebastian Hennig. Edition Buchhaus Loschwitz. Dresden 2024, ISBN 978-3-9825562-0-8

### Illustrationen
- Baal Müller. Hildebrands Nibelungenlied. Mit 9 Zeichnungen von Sebastian Hennig. Arnshaugk Verlag, Neustadt/Orla 2017, ISBN 3-944064-85-2.
- Sebastian Hennig (Hrsg.): Das Lindenblatt. Schriftenreihe für Schöne Literatur. Bd 7: Der Traum. Mit 17 Zeichnungen von Sebastian Hennig. Arnshaugk Verlag, Neustadt/Orla 2018, ISBN 3-944064-92-5.
- Uwe Lammla. Unstrutleuchten. Gedichte. Mit Bildern von Sebastian Hennig. Arnshaugk Verlag, Neustadt/Orla 2020, ISBN 3-95930-213-4.
- Alice Kaprolat: Plaudereien über Kerfe. Illustriert von Sebastian Hennig. C.C. Meinhold & Söhne, Dresden 2020, ISBN 978-3-943721-02-7.
- Friedrich Schiller: Wilhelm Tell. Schauspiel. Mit Bildern von Sebastian Hennig. Arnshaugk Verlag, Neustadt/Orla 2021, ISBN 978-3-95930-250-0.
- Volkmar Weiss. Als Bock entführt zu den Sibyllen. Eine pornographische Dystopie. Mit Federzeichnungen von Sebastian Hennig. Arnshaugk Verlag, Neustadt/Orla 2023, ISBN 3-95930-267-3.
- Alexander von Bismarck (Hrsg.): Begegnungen zwischen Russen und Deutschen. Eine Anthologie der Verständigung. Mit 35 Zeichnungen von Sebastian Hennig. Arnshaugk Verlag, Neustadt/Orla 2023, ISBN 978-3-95930-272-2